# Talochlamys abscondita
Talochlamys abscondita is een tweekleppigensoort uit de familie van de Pectinidae. De wetenschappelijke naam van de soort is voor het eerst geldig gepubliceerd in 1898 door P. Fischer in Locard.